# Volksempfänger

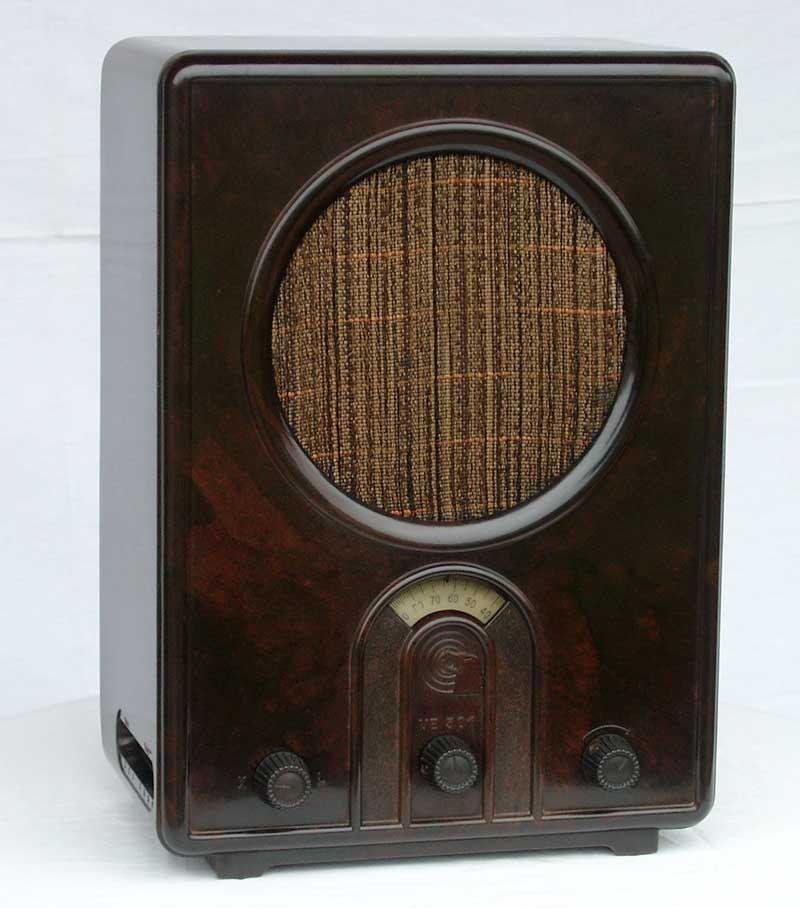
Volksempfänger, typ VE301W (produkowany w latach 1933–1937)

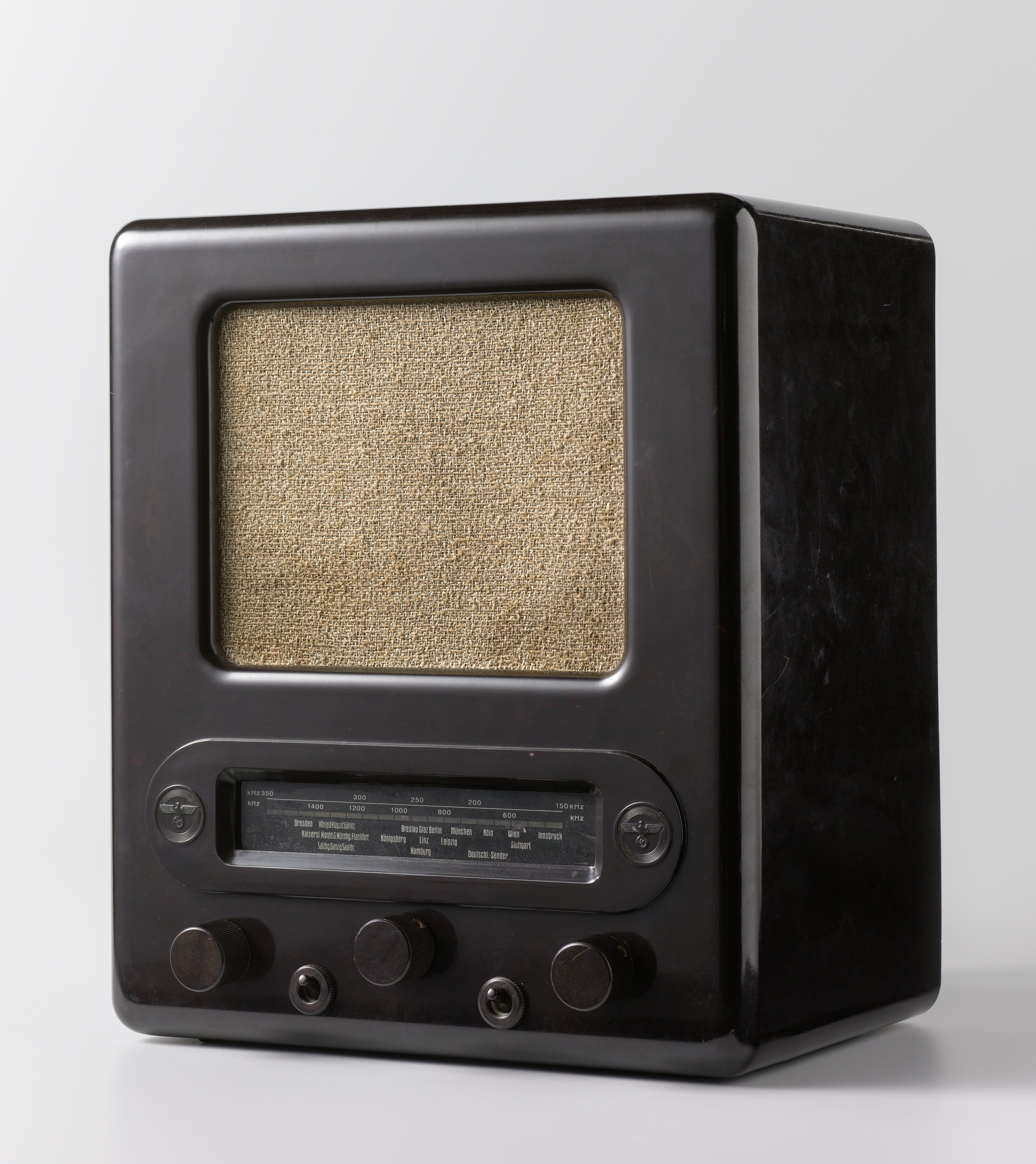
Volksempfänger, typ VE301 Dyn (produkowany w latach 1938–1939)

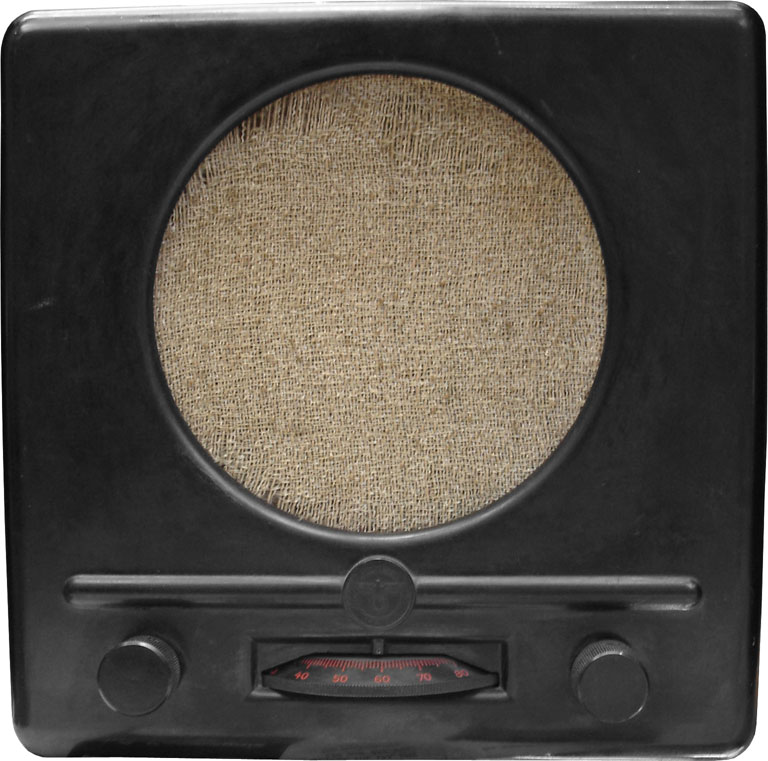
Volksempfänger, typ DKE38 (produkowany w latach 1938–1944)

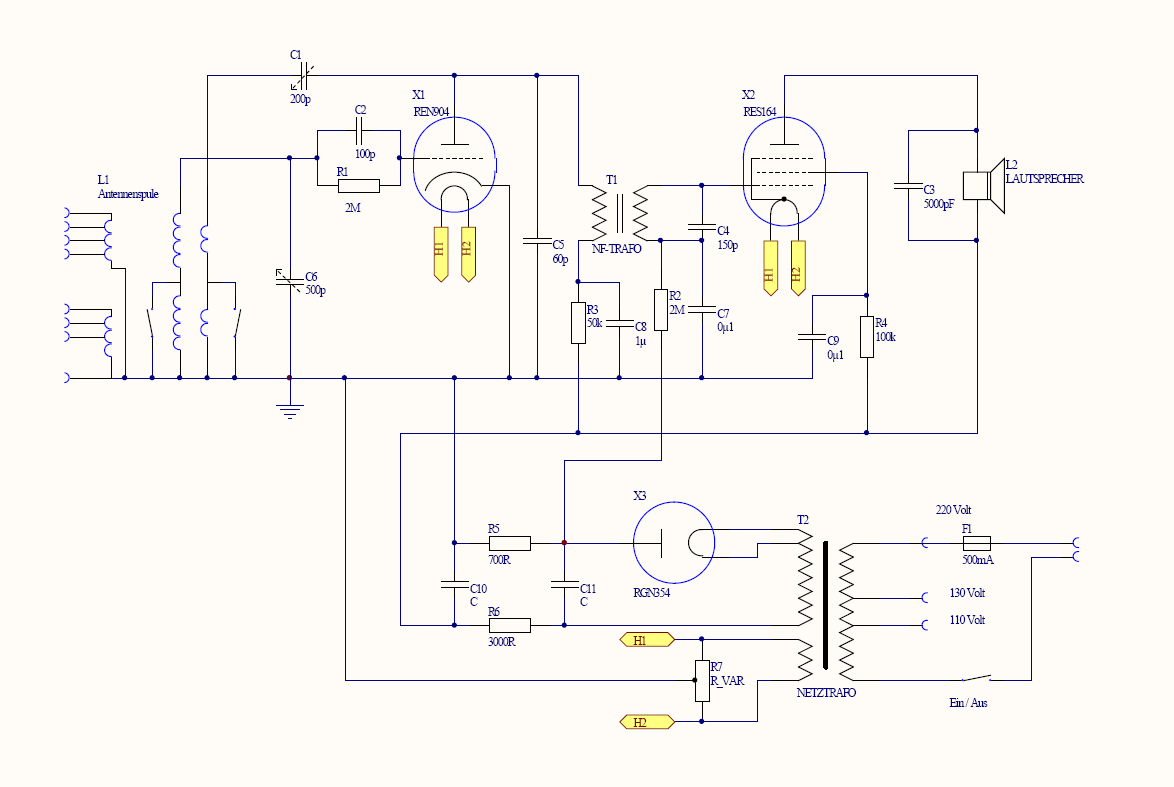
Schemat Volksempfängera VE301W

Volksempfänger – nazwa niemieckiego radioodbiornika z okresu III Rzeszy, jednego z narzędzi wewnątrzniemieckiej propagandy Josepha Goebbelsa.

## Historia
Odbiornik radiowy specjalnie zaprojektowany w celu umożliwienia dostępu do radia obywatelom niemieckim dla lepszego oddziaływania propagandy nazistowskiej. Odbiornik służył do odbioru stacji radiowych na falach średnich i długich (w założeniu chodziło o centralną rozgłośnię „Deutschlandsender” i jedną z radiostacji lokalnych). W sprzyjających warunkach odbiornik mógł służyć do odbioru radiostacji zagranicznych, co zostało zakazane po rozpoczęciu II wojny światowej; na odbiornikach umieszczano wówczas informację o zakazie i grożących za jego złamanie karach.
Ze względu na przeznaczenie i konstrukcję techniczną radio wyceniono na 65 reichsmarek (w wersji bateryjnej; w wersji zasilanej z sieci nieco więcej), co stanowiło około 50% średniego wynagrodzenia robotniczego. Popularnie nazywane „radiem ludowym” lub „radiem Goebbelsa”, odbiornik był ponad dwukrotnie tańszy od oferowanych wówczas na rynku urządzeń, przyczynił się również do spadku popularności radioodbiorników opartych na detektorze kryształkowym. W 1938 roku liczba abonentów w III Rzeszy sięgała 10 mln osób, w 1940 roku – 13,7 mln, a w 1941 roku – 15,8 mln. Dochody abonamentowe stanowiły poważną część budżetu Ministerstwa Propagandy i Oświecenia Publicznego.
Pierwszym odbiornikiem tego typu był VE301 z 1933 roku; wtedy też powstało kilka wersji odbiorników o oznaczeniach zaczynających się od VE301 (w oznaczeniu tym litery były skrótem niemieckiej nazwy Volksempfänger, natomiast cyfry 301 nawiązywały do daty – 30 stycznia – dojścia nazistów do władzy w 1933 roku, co znalazło odzwierciedlenie między innymi w reklamach tego odbiornika, w których pisano: Am 30.1.1933 ist das neue Deutschland geboren, to jest „30.1.1933 narodziły się nowe Niemcy”). Kolejny model DKE powstał w 1935 roku. Produkowało go kilka niemieckich zakładów radiowych, na przykład „Roland Brandt” w Berlinie, do końca II wojny światowej.
Elementy konstrukcyjne radioodbiornika (m.in. wzornictwo) wykorzystywane były w konstrukcjach powojennych.

## Opis
Volksempfänger był odbiornikiem reakcyjnym, jednoobwodowym. Źródłem zasilania mogła być sieć energetyczna prądu przemiennego lub stałego 110/220 V albo baterie (anodowa oraz żarzenia). Wersja podstawowa zawierała lampę elektronową typu VY2 (lampa prostownicza, w niektórych wersjach zastąpiona stosem selenowym) oraz lampę podwójną VCL11 (trioda-pentoda). Obudowa bakelitowa lub drewniana. Głośnik z podkowiastym magnesem i kotwiczką.
Zabytkowe egzemplarze występują w wielu kolekcjach. Istnieją też kluby zbieraczy specjalizujące się tylko w tym radioodbiorniku.
Produkowano kilkanaście modeli „ludowego” odbiornika: VE301 z głośnikiem magnetycznym w różnych odmianach (fot. 1, schemat rys. 4) produkowany w latach 1933–1937, VE301 Dyn z głośnikiem dynamicznym (fot. 2) w latach 1938–1939, a Kleinempfänger DKE38 (fot. 3) w latach 1938–1944.
VE301B wyposażony był w trzy lampy elektronowe (o bezpośrednim żarzeniu):
- RE034 – detektor sygnałów wielkiej częstotliwości,
- RE034 – wzmacniacz napięciowy małej częstotliwości,
- RES174d – wzmacniacz końcowy (mocy, głośnikowy) małej częstotliwości.

VE301B2 wyposażony był w trzy lampy elektronowe (o bezpośrednim żarzeniu):
- KC1 – detektor sygnałów wielkiej częstotliwości,
- KC1 – wzmacniacz napięciowy małej częstotliwości,
- KL1 – wzmacniacz końcowy (mocy, głośnikowy) małej częstotliwości.

VE301W wyposażony był w trzy lampy:
- REN904 – audion (detekcja),
- RES164 – wzmacniacz małej częstotliwości,
- RGN354 – prostownik jednopołówkowy.

VE301G (o jednym obwodzie strojonym) wyposażony był w dwie lampy elektronowe o żarzeniu pośrednim:
- REN1821 – detektor sygnału w.cz.,
- RENS1823d – wzmacniacz małej częstotliwości.

VE301Wn wyposażony był w trzy lampy elektronowe:
- AF7 – audion (detekcja),
- RES164 – wzmacniacz małej częstotliwości,
- RGN354 – prostownik jednopołówkowy.

VE301 Dyn wyposażony był w trzy lampy elektronowe:
- AF7 – audion (detekcja),
- RES164 – wzmacniacz małej częstotliwości,
- RGN1064 – prostownik jednopołówkowy.

DKE38 (GW) miał dwie lampy elektronowe:
- VCL11 – audion (detekcja) (część triodowa) + wzmacniacz małej częstotliwości (część pentodowa),
- VY2 – prostownik jednopołówkowy.

Symbole zastosowane w nazwach oznaczają kolejno przewidziany rodzaj zasilania energią elektryczną:
B – bateryjny, G – prąd stały z sieci energetycznej, W – prąd przemienny z sieci energetycznej (w Polsce do lat 70. XX wieku na ten rodzaj zasilania stosowano termin prąd zmienny).